# Elatostema fragile
Elatostema fragile är en nässelväxtart som beskrevs av H. Winkl.. Elatostema fragile ingår i släktet Elatostema och familjen nässelväxter. Inga underarter finns listade i Catalogue of Life.